# Rarities Vol. 1 "1966-1968"
Rarities Vol. 1 "1966-1968" è una compilation del 1983 del gruppo inglese The Who. L'album contiene brani che fino ad allora erano stati pubblicati solo come singoli oltre a tutti quelli contenuti nell'ep Ready Steady Who del 1966.

## Storia
Nel 1983, dopo l'annuncio del Who's Last Tour, la Polydor UK realizzò due album separati di brani del gruppo di difficile reperibilità che erano già apparsi su singoli o EP. Gli album erano intitolati Rarities Vol. 1 "1966–1968" e Rarities Vol. 2 "1970-1973" . Molte copie dell'album del volume 1 contengono erroneamente la versione stereo dell'album comunemente disponibile di "Mary Ann with the Shaky Hand" al posto della rara versione mono del lato B. Il lato B è in realtà una registrazione completamente diversa della stessa canzone.

## Tracce
1. Circles (Dall'EP Ready Steady Who) – 2:25
2. Disguises (Dall'EP Ready Steady Who) – 3:10
3. Batman (Dall'EP Ready Steady Who) – 1:25
4. Bucket T (Dall'EP Ready Steady Who) – 2:10
5. Barbara Ann (Dall'EP Ready Steady Who) – 1:58
6. In the City (Lato B del singolo I'm a Boy del 1966) – 2:22
7. I've Been Away (Lato B del singolo Happy Jack del 1966) – 2:06
8. Doctor Doctor (Lato B del singolo Pictures of Lily del 1967) – 2:57
9. The Last Time (Lato A del singolo omonimo del 1967) – 2:48
10. Under My Thumb (Lato B del singolo The Last Time del 1967) – 2:35
11. Someone's Coming (Lato B del singolo I Can See for Miles del 1967) – 2:26
12. Mary Anne With the Shaky Hand (Lato B del singolo I Can See for Miles del 1967) – 2:25
13. Dogs (Lato A del singolo omonimo del 1968) – 3:04
14. Call Me Lightning (Lato B el singolo Dogs del 1968)
15. Dr. Jekyll & Mr Hyde (Lato B del singolo Magic Bus del 1968) – 2:35